# Trinity Bay North
Trinity Bay North es un pueblo canadiense situado en la provincia de Terranova y Labrador.

## Superficie
Trinity Bay North tiene una superficie de 26,19 km².

## Demografía
En 2021, tenía 1649 habitantes, una densidad poblacional de 63 hab./km², y 886 viviendas.